# Nicolaus Schmidt
Pour les articles homonymes, voir Schmidt.
Nicolaus Schmidt, né le 1er janvier 1953 à Arnis (Allemagne de l'Ouest), est un artiste, photographe et historien allemand.

## Biographie
Nicolaus Schmidt étudie à la Hamburg Art Academy (HfBK) dans les années 1970. En 1975, il fonde ROSA, l'un des premiers magazines allemands sur le thème des gays. Au cours des années 1980, il est bénévole à la branche allemande de l'organisation de défense des droits de l'enfant Terre des Hommes, dont il a été président pendant un certain temps. Depuis 1991, il vit et fait de l'art dans le quartier berlinois de Prenzlauer Berg.

## Art

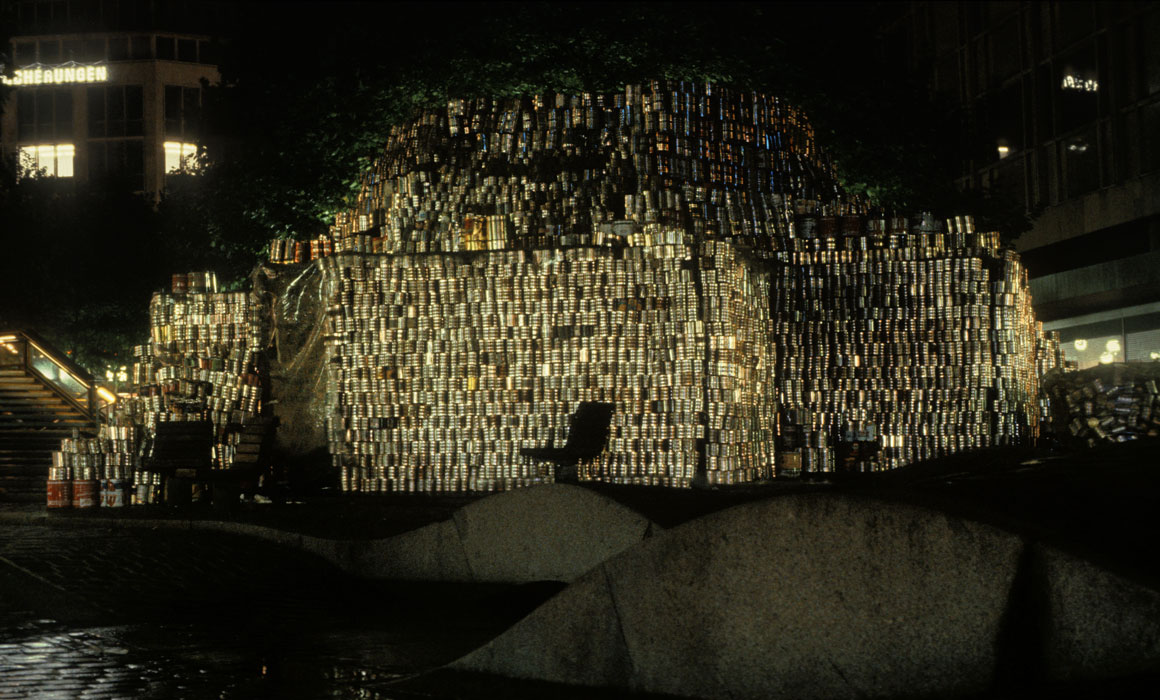
Cerro Rico Aktion, Hambourg, 1982.

En 1982, Nicolaus Schmidt créé Cerro Rico Aktion réalisé avec 100 000 boîtes de conserve. L'artiste a créé une installation en plein air inspirée par son intérêt pour les affaires du tiers monde. Par le biais des médias publics, il a été demandé aux gens de collecter des boîtes de conserve pour que l'artiste et son équipe puissent construire une brillante montagne d'argent (« Cerro Rico ») symbolisant la montagne bolivienne du même nom. Ce projet a attiré l'attention sur l'exploitation historique de la richesse de l'Amérique du Sud par les conquérants européens et l'utilisation du travail des enfants dans la région. Cerro Rico Aktion a servi de prototype à de nombreuses campagnes de protestation contre les conditions dans les pays en développement. 

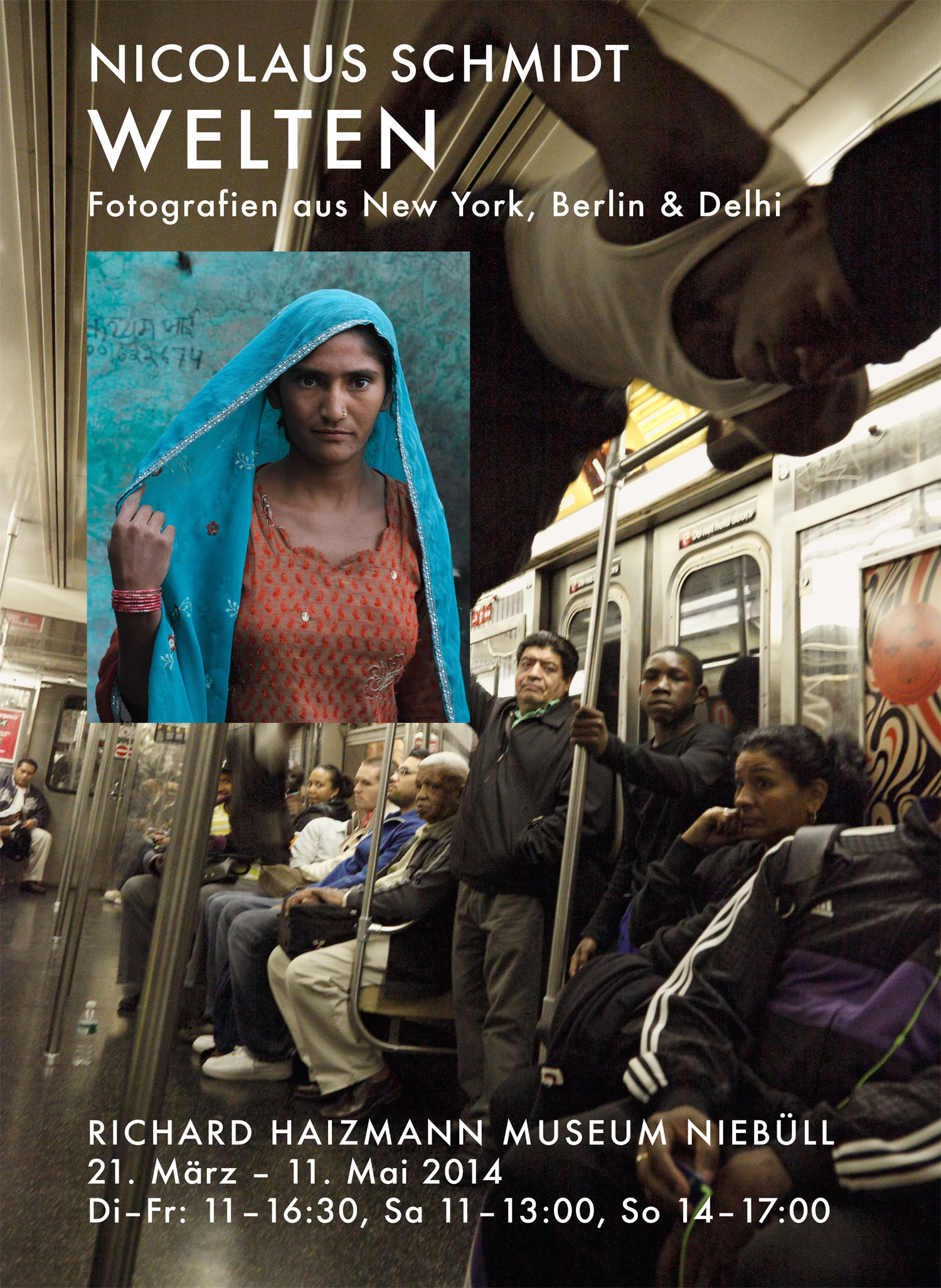
Nicolaus Schmidt, WELTEN, affiche Musée Richard Haizmann - Musée d'art moderne de Niebüll.

Depuis la fin des années 1980, Schmidt travaille à ses « Morphogrammes », dessins anthropomorphes dérivés des lignes du corps humain. Les œuvres commencent comme des dessins et sont transformées en peintures et sculptures.
Le Kosmographie Gayhane, lancé par Schmidt en 2004, est un autre projet à long terme. Gayhane est un évènement couronné de succès de la vie nocturne berlinoise se déroulant au légendaire SO36 qui offre aux gays et lesbiennes turcs un lieu de rencontre. La Kosmographie de Schmidt est à la fois une œuvre documentaire et fictionnelle qui consiste en une collection de cinquante portraits photographiques ainsi que des mots illisibles écrits dans un style oriental.
Dans son livre Astor Place - Broadway - New York, le photographe décrit un salon de coiffure où plus de 50 coiffeurs immigrés du monde entier travaillent actuellement au sous-sol d'un immeuble de l'East Village. Astor Place Hairstylists est l’un des derniers magasins des années 1940 dans le Lower Manhattan. Nicolaus Schmidt capture l'atmosphère unique de ce musée vivant.
En 2015, l'exposition «Dignity and Strength - Photographies de femmes en Inde» au India International Center de New Delhi a été couverte par plusieurs des principaux journaux indiens. Les portraits-séries de Nicolaus Schmidt reflètent la situation des femmes, prises entre tradition, religion et époque moderne. L'artiste pointe les contradictions dans les relations entre hommes et femmes. Les photographies révèlent que même les femmes les plus pauvres sont capables d'afficher une confiance en soi surprenante.
Le deuxième projet photographique sur l'Inde, INDIA TECTON, est le résultat d'une recherche photographique de dix ans sur les formes de l'architecture indienne. Il présente, à travers des photographies fortement focalisées, une histoire complexe, aux multiples facettes et aux multiples facettes de l'Inde à l'exemple de son architecture. Une première exposition a été présentée en 2022 par l'India International Center à New Delhi ; la deuxième, en mai 2023, au Goethe-Institut de Bangalore était une coopération avec le Musée d'art et de photographie de Bengaluru, M.A.P.

## Expositions (sélection)
- 1987 : Ve-Vie-Lu - Kunstverein Geheim, Hambourg
- 1992 : Galerie Graf & Schelble, Bâle
- 1994 : Morphogramme - Städtisches Museum Flensburg
- 1997 : 26 Morphogramme eines jungen Mannes - Galerie ACUD, Berlin
- 2006 : Gayhane - Ebene +14, Hambourg
- 2008 : Kosmographie Gayhane - Deutsches Haus à NYU, New York
- 2008 : RECONSTRUCCIÓN! - X. Portes Obertes, Valence, Espagne
- 2009 : Dieu dansant / Araignées se retournant - Deutsches Haus à NYU, New York
- 2011 : Breakin 'the city, Galerie Schmalfuss, Berlin
- 2012 : Facebook : friends, Galerie Schmalfuss, Berlin
- 2013 : Place Astor, Galerie Schmalfuss, Berlin
- 2014 : Astor Hair, New York et Vokuhila, Berlin : Hairstyling & Social Marketplace, Deutsches Haus à NYU, New York
- 2014 : Welten, Musée Richard Haizmann, Niebüll
- 2015 : Diversité et force - Photographies de femmes en Inde, Centre international pour l'Inde, New Delhi, Inde
- 2018 : Allemagne au Vietnam, Deutsches Haus Hô Chi Minh-Ville, à Hô Chi Minh-Ville
- 2022 : INDIA TECTON – Architectural Expressions in India, Centre international pour l'Inde, New Delhi, Inde
- 2023 : INDIA TECTON, Goethe-Institut de Bangalore, Bengaluru, Inde

### Art
- Nicolaus Schmidt, Breakin 'the city, Kerber Verlag, Bielefeld, Allemagne, 2010/2011
- Nicolaus Schmidt, facebook: friends, édité par Michael W. Schmalfuss, Kerber Verlag, Bielefeld 2011,  (ISBN 978-3-86678-578-6)
- Nicolaus Schmidt, Astor Place | Broadway | New York, éditeur Darnell L. Moore, Kerber Verlag, Bielefeld 2013,  (ISBN 978-3-86678-806-0)
- Priyanka Dubey & Nicolaus Schmidt, INDE • FEMMES, rédactrice en chef Doreet LeVitte Harten, Kerber Verlag, Bielefeld, 2014,  (ISBN 978-3-86678-990-6)

### Histoire
- Nicolaus Schmidt, « Die Ausmalung des Kappelner Rathaussaales 1937 – die andere Seite der Biografie des Gerhart Bettermann », dans: Kunstgeschichte, Open Peer Reviewed Journal, article, 2011, article, 2011, lire en ligne
- Nicolaus Schmidt, « Willi Lassen - eine biografische Skizze », dans: Demokratische Geschichte, Bd. 26, Schleswig-Holsteinischer Geschichtsverlag, 2015
- Nicolaus Schmidt, Arnis 1667–2017 Die kleinste Stadt Deutschlands, Wachholtz-Verlag, 2017,  (ISBN 978-3-933862-49-5)
- Nicolaus Schmidt: Viet Duc, Deutsch-vietnamesische Biografien als Spiegel der Geschichte, Kerber Verlag, Bielefeld 2018,  (ISBN 978-3-7356-0484-2)